# Малака (щат)
Вижте пояснителната страница за други значения на Малака.
Малака (на малайски Melaka, ملاك; на китайски: 马六甲) е щат в Малайзия с площ 1652 км2 и население 998 400 души (2020). Столица на щата е град Малака.

## История
През 1511 година започва португалската експанзия, от 1641 до 1795 година е колония на холандците, а от 1826 до 1946 година в Малака се настаняват англичаните.

## Население
Населението на щата през 2007 година е 733 000 души, от тях 57 % са малайци и 32 % – китайци.